# Нідленлох
Нідленлох (нім. Nidlenloch) — печера у вапняковому масиві гори Вессенштайн, кантон Золотурн, Швейцарська Юра. Печера є реліктовою неактивною системою глибиною -418 м і сумарною протяжністю ходів 7,5 км. Є найглибшою печерою Швейцарської Юри.
Уперше печера згадується в 1828 році. До 1909 року, в результаті 60 дослідницьких експедицій під керівництвом Франца Хельда, глибина печери досягла -396 м і печера стала на той момент якнайглибшою у світі.
Нині печера не обладнана для екскурсій, але доступна для відвідування спортивними туристами.